# Impératif français
Pour le mode verbal, voir Impératif présent en français et Impératif passé en français.
Impératif français est un organisme culturel québécois de défense et de promotion de la langue française.

## Description
Fondé en 1975, l'organisme a son siège social à Gatineau. Il s'associe volontiers à plusieurs mouvements de promotion de la langue en France, en Belgique, en Suisse, ainsi qu'à Saint-Boniface, chez les Acadiens de la Nouvelle-Écosse, les Acadiens de l'Île-du-Prince-Édouard, au Nouveau-Brunswick, en Louisiane, dans le Maine et dans les autres régions de l'Amérique française.
Au Québec, ses objectifs sont d'assurer la pleine francisation du gouvernement québécois, des entreprises québécoises, des villes de Montréal et de Gatineau, des régions particulières du Pontiac, du Nord-du-Québec et de l'Estrie. Impératif français collabore avec l'Office québécois de la langue française (OQLF) dans le dossier de la terminologie et exige une surveillance accrue pour les commerçants qui refusent de servir les clients en français.
Pour le gouvernement fédéral canadien, il collabore avec le Commissariat aux langues officielles et dénonce les inégalités linguistiques dans les Forces armées canadiennes, Air Canada, dans la fonction publique canadienne, dans les tribunaux et partis provinciaux, dans les ambassades et dans plusieurs industries réglementées par Ottawa.
Chaque année depuis sa création l'organisme décerne de nombreux prix, dont le Prix Impératif français et le Prix d'excellent Lyse-Daniel.
Pour le gouvernement provincial de l'Ontario, il soutient les droits des francophones, plus particulièrement dans la ville d'Ottawa et du Grand Sudbury et l'Hôpital Montfort.